# Фибигер (лунный кратер)
Кратер Фибигер (лат. Fibiger) —  небольшой кратер в северной приполярной области видимой стороны Луны. Название присвоено в честь датского микробиолога и патологоанатома Йоханнеса Андреаса Гриба Фибигера (1867—1928); утверждено Международным астрономическим союзом 22 января 2009 г.

## Описание кратера

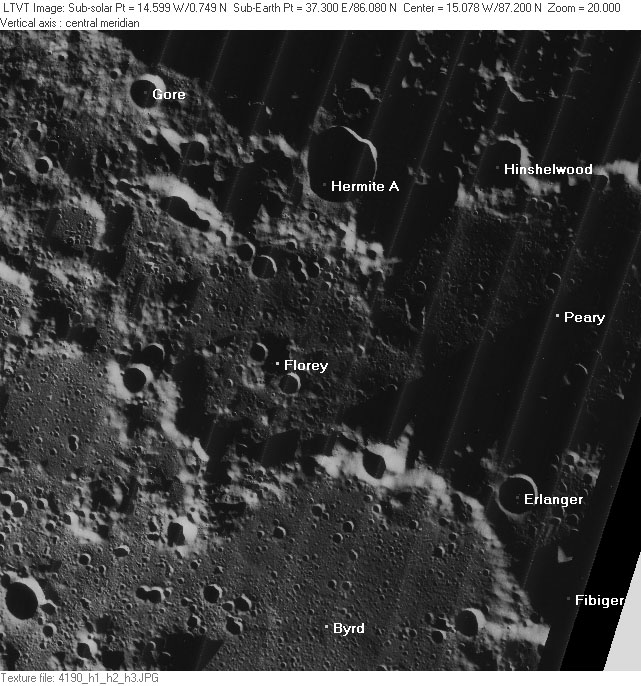
Окрестности кратера Фибигер. Снимок зонда Снимок зонда Lunar Orbiter – IV.

Кратер Фибигер перекрывает северо-восточную оконечность вала кратера Бэрд, на севере-северо-западе от него находится небольшой чашеобразный кратер Эрлангер. Селенографические координаты центра кратера 86°08′ с. ш. 37°08′ в. д. / 86,14° с. ш. 37,13° в. д., диаметр 21,1 км, глубина 1,7 км. 
Кратер Фибигер имеет близкую к циркулярной форму с небольшой впадиной в северо-восточной части. В силу близости к северному полюсу дно чаши кратера постоянно находится в тени.

## Сателлитные кратеры
Отсутствуют.